# Jessica Coch
Jessica Coch   (Puebla de Zaragoza, 4 de novembre de 1979), de nom complet Jessica Alejandra Coch Montes de Oca, és una actriu de televisió mexicana, coneguda principalment per interpretar en la gran majoria de produccions el rol d'antagonista.

## Biografia
Jessica Alejandra Coch Montes de Oca va néixer el dia 4 de novembre del 1979 a la ciutat de Puebla. Filla d'argentí i mare mexicana, Jessica comença a estudiar actuació en el Centre d'Educació Artística de Televisa, a la generació de l'any 2003, amb només 23 anys d'edat. L'any 2010 es va casar amb el productor i director mexicà Roberto Gómez Fernández, matrimoni que només va durar un any, la seva separació es va dur a terme l'any 2011.

## Trajectòria

### Televisió
| Any       | Projecte                          | Personatge                                 |
| --------- | --------------------------------- | ------------------------------------------ |
| 2022      | El Conde                          | Leticia de Gallardo                        |
| 2017      | Mi marido tiene familia           | Marisol Córcega Gómez                      |
| 2015      | Amor de barrio                    | Tamara Altamirano de Lopezreina / Monalisa |
| 2014-2015 | Muchacha italiana viene a casarse | Tania Casanova                             |
| 2012      | Un refugio para el amor           | Gala Villavicencio Williams                |
| 2010-2011 | Cuando me enamoro                 | Roberta Monterrubio Álvarez                |
| 2009      | Mi pecado                         | Renata Valencia                            |
| 2009      | S.O.S.: Sexo y otros secretos     | Invitada                                   |
| 2008-2009 | Juro que te amo                   | Cristina de Urbina                         |
| 2007-2008 | Palabra de mujer                  | María Inés Castrejón                       |
| 2006-2007 | Código postal                     | Juana "Joanna" Villareal                   |
| 2005-2006 | Alborada                          | Ana Patiño                                 |
| 2004      | Rebelde                           | María Salgado                              |

### Cinema
| Any  | Projecte           | Personatge |
| ---- | ------------------ | ---------- |
| 2022 | La octava clausula | Carolina   |

### Teatre
| Any         | Obra                                     | Personatge           |
| ----------- | ---------------------------------------- | -------------------- |
| 2018 - 2019 | Divinas                                  | Bárbara              |
| 2015        | ¿Porqué los hombres aman a las cabronas? | Bárbara              |
| 2011        | Tú tampoco eres normal                   | Julia                |
| 2007        | Chicas católicas                         | Wanda / María Martha |

## Premis i nominacions

### Premis TVyNovelas
| Any  | Categoria                    | Telenovela        | Resultat |
| ---- | ---------------------------- | ----------------- | -------- |
| 2016 | Millor Actriu de Repartiment | Amor de barrio    | Nominada |
| 2011 | Millor Actriu Co-estelar     | Cuando me enamoro | Nominada |